# Mertensophryne nyikae
Mertensophryne nyikae är en groddjursart som först beskrevs av Arthur Loveridge 1953.  Mertensophryne nyikae ingår i släktet Mertensophryne och familjen paddor. IUCN kategoriserar arten globalt som sårbar. Inga underarter finns listade i Catalogue of Life.